# نجمة الفارس الغايانية
نجمة الفارس الغايانية (الاسم العلمي:Hippeastrum gayanum) هي نوع من النباتات تتبع جنس نجمة الفارس من الفصيلة النرجسية.